# دارم می‌میرم
دارم می‌میرم (به هندی: Marjaavaan) فیلمی هندی در ژانر اکشن رمانتیک محصول ۲۰۱۹ به کارگردانی میلاپ زاوری است. در این فیلم بازیگرانی همچون سیدهارث مالهوترا، ریتیش دشموک، تارا سوتاریا، راکول پریت سینگ، نثار، شاد راندهاوا، راوی کیشان و نورا فتحی ایفای نقش کرده‌اند.

این فیلم نقدهای متوسطی دریافت و فروش به نسبت خوبی را در گیشه تجربه کرد. موسیقی فیلم مورد تحسین قرار گرفت.

## خلاصه‌‌‌‌‌ داستان
راگو (سیدرات مالهوترا) پسری یتیم و آدمکش وفادار مافیای شهر، نارایان آنا (نصار) است. ویشنو (ریتیش دشموک) که پسر خونی و کوتاه قد نارایان است که به قد و میزان اعتماد پدرش به راگو حسادت می‌کند. در شبی راگو به کاباره رفته تا آرزو (راکول پریت سینگ) را ببیند و با او باشد. بحثی بین آن‌ها شکل می‌گیرد و آرزو به او می‌گوید که باید جلوی رفتارهای ویشنو بایستد و با پدرش صحبت کند؛ اما راگو مخالفت می‌کند و می‌گوید او هیچوقت پسر واقعی‌اش را به من ترجیح نمی‌دهد. فردا صبح راگو دختری لال به نام زویا (تارا سوتاریا) را می‌بیند که مدرس موسیقی است و از کشمیر تازه به این شهر آمده تا به کودکان موسیقی بیاموزد و دنبال کودکان با استعداد است. او به زویا کمک می‌کند که کودکان بااستعداد را پیدا کند؛ اما در این بین عاشق زویا می‌شود. وقتی ویشنو اطلاع پیدا می‌کند از این فرصت استفاده کرده تا اعتبار راگو را پیش پدرش از بین ببرد. پس برای همین او، زویا را

## تولید
- کاراکتر راگو شبیه به کاراکتر آمیتاب باچان در فیلم دیوار، سانی دئول در فیلم جیت و جکی شروف در فیلم هیرو است.
- سیدرات مالهوترا صحنه‌ای که دستش آتش می‌گرفت را بدون بدلکار انجام داد تا به نقشش وفادار بماند.
- عوامل فیلم آهنگ "Peeyu Datke" با اجرای نوشرات باروچا و سیدارت مالهوترا و با صدای یو یو هانی سینگ را از فیلم حذف کردند؛ اما طرفداران یو یو هانی سینگ خواستار انتشار این آهنگ شده‌اند و سازندگان فیلم هم به صورت تک آهنگ آن را منتشر کردند.

## اکران
اکران فیلم سه بار به تعویق افتاد. یکی از دلایل برای این‌بود‌‌‌‌‌‌‌‌‌که در تاریخ 2 اکتبر با فیلم "وار" کلش ‌نکند و در آخر، ۱۵ نوامبر ۲۰۱۹ این فیلم اکران شد.